# Pochalla Airport
Pochalla Airport är en flygplats i Sydsudan. Den ligger i den östra delen av landet, 400 kilometer nordost om huvudstaden Juba. Pochalla Airport ligger 442 meter över havet.
Terrängen runt Pochalla Airport är platt. Runt Pochalla Airport är det mycket glesbefolkat, med 2 invånare per kvadratkilometer..
Omgivningarna runt Pochalla Airport är huvudsakligen savann.